# Carl Friedberg
Carl Rudolf Hermann Friedberg (18 de septiembre de 1872 Bingen, Alemania - 9 de septiembre de 1955 Meran, Italia) fue un pianista y profesor de música alemán.

## Biografía
Friedberg estudió piano con James Kwast y Clara Schumann en el Conservatorio Hoch, Fráncfort del Meno, donde posteriormente ejerció como profesor en el período 1893–1904. Precisamente en 1893, interpretó todas las obras de Johannes Brahms con la presencia del compositor, que admiraba al pianista e incluso le asesoró con los arreglos de las mayoría de las obras de piano.[cita requerida]
Hizo su debut oficial el 2 de diciembre de 1900 con la Orquesta Filarmónica de Viena bajo la dirección de Gustav Mahler. Posteriormente ejerció en el Hochschule für Musik und Tanz Köln (1904–1914). Desde 1923 hasta su retirada en 1946, Carl Friedberg fue el principal profesor de piano de Institute of Musical Art de Nueva York (la institución que se convirtió en Escuela Juilliard). Entre sus pupilos, se incluyen Malcolm Frager, Bruce Hungerford, William Masselos, Nina Simone y Elly Ney. Su carrera como intérprete se extendió durante 60 años.
Como músico de cámara, sustituyó Artur Schnabel en el Schnabel-Flesch-Becker Trio en 1920. Friedberg realizó muchos recitales con Fritz Kreisler a pesar de que en 1937 formó su propio trío con Daniel Karpilowsky y Felix Salmond. Aunque su repertorio es amplio, se le ha asociado con compositores alemanes como Ludwig van Beethoven, Robert Schumann y Brahms.